# دولت محدود
در یک دولت محدود (به انگلیسی: Limited government) قدرت دولت برای مداخله در اعمال آزادی‌های مدنی از طریق قانون، معمولاً یک قانون اساسی نوشته شده محدود می‌شود. این اصل، از اصول لیبرالیسم کلاسیک، لیبرترینیسم بازار آزاد، و برخی گرایش‌های لیبرالیسم و محافظه کاری در ایالات متحده است. نظریه دولت محدود، برای مثال در تضاد با ایده‌آلی است که در آن دولت باید برای ترویج برابری و فرصت‌ها از راه مقررات‌گذاری برای مالکیت و بازتوزیع ثروت مداخله کند. آن طور که در مکتوبات فدرالیست بحث شده، ایده دولت محدود در اصل مؤید اندیشهٔ جدایی قدرت‌ها و نظام چک‌ها و توازن بود که قانون اساسی آمریکا ترویج می‌کرد. این دریافت از دولت محدود، بیان می‌کند که علاوه بر خود قانون اساسی نظام چک‌ها و توازن دولت را از درون محدود می‌کند، که می‌توان اصل جمهوری‌خواهانه مسئولیت‌پذیری را هم از بیرون بدان ضمیمه کرد. چنان دریافتی از دولت که جیمز مدیسن شارح آن بود، پارامترهای دارای سوگیری اختیاری و ایدئولوژیک را بر کنش‌های دولت قرار نمی‌دهد، و از این طریق تغییر دولت بنا به مقتضایت زمان را ممکن می‌کند.